# رايموند كالا
رايموند كالا (بالفرنسية: Raymond Kalla)‏، من مواليد 24 ابريل 1974 في دوالا، لاعب كرة قدم كاميروني.
بدأ مسيرته الكروية مع نادي كانون ياوندي في عام 1993، ولعب معهم حتى عام 1995، وفي عام 1995 انتقل إلى نادي باناكايكي اليوناني، ولعب معهم حتى عام 1998، وشارك معهم في 71 مباراة وسجل 3 أهداف، وفي عام 1998 انتقل إلى نادي إكسترامادورا الإسباني، ولعب معهم حتى عام 2002، وشارك معهم في 121 مباراة وسجل هدف واحد، وفي عام 2002 انتقل إلى نادي بوخوم الألماني، ولعب معهم حتى عام 2005، وشارك معهم في 77 مباراة وسجل 6 أهداف، ومنذ عام 2005 وهو يلعب مع نادي سيفاسبور التركي.
و قد لعب مع منتخب الكاميرون لكرة القدم.

## روابط خارجية
- رايموند كالا على موقع الاتحاد الدولي (مؤرشف)  (الإنجليزية)
- رايموند كالا على موقع اتحاد تركيا (لاعب) (الإنجليزية)
- رايموند كالا على موقع قاعدة بيانات كرة القدم.إي يو (الإنجليزية)
- رايموند كالا على موقع بيانات كرة القدم. دي إي (الألمانية)
- رايموند كالا على موقع ليكيب (الفرنسية)
- رايموند كالا على موقع ناشيونال فوتبول تيمز (الإنجليزية)
- رايموند كالا على موقع عالم كرة القدم.نت (الإنجليزية)
- رايموند كالا على موقع كووورة